# Pararu-de-peito-escuro
Pararu-de-peito-escuro (Paraclaravis mondetoura) é uma espécie de ave da família dos columbídeos (Columbidae).
Pode ser encontrada nos seguintes países: Bolívia, Colômbia, Costa Rica, Equador, El Salvador, Guatemala, Honduras, México, Panamá, Peru e Venezuela.
Os seus habitats naturais são: regiões subtropicais ou tropicais húmidas de alta altitude.

## Taxonomia
O gênero Claravis foi introduzido em 1899 pelo ornitólogo americano Harry C. Oberholser com o pararu-azul (Paraclaravis pretiosa) como espécie-tipo. O nome do gênero combina o latim clarus que significa "distinto" ou "claro" com avis que significa "pássaro". Claravis anteriormente incluía o pararu-espelho e o pararu-de-peito-escuro (Paraclaravis mondetoura), além do pararu-azul, mas as duas primeiras espécies foram reatribuídas ao gênero Paraclaravis devido à descoberta de que a Claravis tradicional não era monofilética. Um estudo realizado usando sequências de quatro genes mitocondriais e um gene nuclear, que incluiu representantes de 15 das 17 espécies do grupo, recuperou o pararu-azul como o clado com maior suporte.